# Sainte-Céronne-lès-Mortagne
 Sainte-Céronne-lès-Mortagne  es una población y comuna francesa, situada en la región de Baja Normandía, departamento de Orne, en el distrito de Mortagne-au-Perche y cantón de Bazoches-sur-Hoëne.

## Demografía
| 305 | 291 | 273 | 233 | 241 | 255 |
| Para los censos de 1962 a 1999 la población legal corresponde a la población sin duplicidades (Fuente: INSEE [Consultar]) |     |     |     |     |     |